# Tumon
Tumón es una área localizada al occidente de la isla de Guam, en la municipalidad de Tamuning y es el principal centro del turismo del país. Es célebre porque en dicho lugar fueron martirizados el sacerdote jesuita español Diego Luis de San Vitores y el joven catequista filipino Pedro Calungsod el 2 de abril de 1672 a manos del jefe chamorro Mata'pang y un guerrero de nombre Hirao.

## Historia
Cuando los españoles llegaron a Guam en 1668, Tumón era una de sus más prominentes aldeas. La primera expedición misionera católica fue liderada por el sacerdote jesuita Diego Luis de San Vitores cuyo sacristán era un muchacho de 18 años, filipino, Pedro Calungsod, quienes fueron martirizados en el lugar por el jefe chamorro Mata'pang en 1672. Existe un monumento que recuerda el incidente en el sitio en donde históricamente sucedió. También existe una iglesia católica en honor del Beato Diego de San Vitores en la calle principal de la ciudad.
Un pequeño túnel a través de los riscos en el balneario turístico, da hacia la bahía y fue utilizado por los japoneses durante la II Guerra Mundial como fuerte. En la Batalla de Guam, las fuerzas estadounidenses desembarcaron en diferentes posiciones de la isla, pero Tumón no fue probado.
En la actualidad, el poblado cuenta con numerosos hoteles, centros comerciales, zonas de recreo, centros nocturnos y otras atracciones que atraen al turismo internacional. También es reserva marítima y cuenta con el Aeropuerto Internacional Antonio B. Won Pat.